# Господарський суд Одеської області
Господарський суд Одеської області — місцевий спеціалізований господарський суд першої інстанції, розташований у місті Одесі, юрисдикція якого поширюється на Одеську область.

## Компетенція
Місцевий господарський суд керуються при здійсненні судочинства Господарським процесуальним кодексом України. Він розглядає господарські справи, тобто ті, що виникають у зв'язку із здійсненням господарської діяльності юридичними особами та фізичними особами-підприємцями. Це, зокрема, справи про стягнення заборгованості за договорами, про чинність договорів, про відшкодування шкоди, про банкрутство, про захист права власності, корпоративні спори та ін.
Господарський суд розглядає справу, як правило, за місцезнаходженням відповідача, тобто якщо офіційна адреса відповідача зареєстрована на території юрисдикції цього суду.

## Структура
Суд очолює його голова, який має заступника.
Організаційне забезпечення діяльності господарського суду Одеської області здійснює апарат суду, який очолює керівник апарату з двома заступниками. Керівник апарату суду несе персональну відповідальність за належне організаційне забезпечення суду, суддів та судового процесу, функціонування Єдиної судової інформаційної (автоматизованої) системи, інформує збори суддів про свою діяльність. Збори суддів можуть висловити недовіру керівнику апарату суду, що має наслідком звільнення його з посади.
Керівника апарату суду та його заступника призначає за погодженням голови відповідного суду на посаду та звільняє з посади начальник територіального управління Державної судової адміністрації в Одеській області.
Апарат суду утворюють структурні підрозділи суду, що підпорядковуються голові суду та керівнику апарату суду, а саме:
- Відділ документального забезпечення (канцелярія)
- Відділ контролю та організаційного забезпечення діяльності суду
- Статистичний відділ
- Аналітично-інформаційний відділ
- Відділ управління персоналом
- Фінансово-економічний відділ
- Відділ державних закупівель та господарського забезпечення[2].

У суді встановлено три спеціалізації суддів з розгляду окремих категорій спорів:
1. Спори про банкрутство та спори, пов'язані з банкрутством — 5 суддів.
2. Інші спори позовного провадження — 22 судді.
3. Спори, пов'язані із захистом прав на об'єкти інтелектуальної власності — 5 суддів[3].

## Керівництво
Голова суду — Петров Володимир Степанович
 Заступник голови суду — Демешин Олександр Анатолійович
 Керівник апарату — Вінцевська Олена Олегівна

## Реорганізація
21 червня 2018 року на виконання Указу Президента України «Про ліквідацію місцевих господарських судів та утворення окружних господарських судів» № 453/2017 від 29.12.2017 р. Одеський окружний господарський суд зареєстровано як юридичну особу. Новоутворена судова установа почне свою роботу з дня, визначеного в окремому повідомленні.